# Cantón de Montmoreau-Saint-Cybard
El cantón de Montmoreau-Saint-Cybard era una división administrativa francesa, que estaba situada en el departamento de Charente y la región de Poitou-Charentes.

## Composición
El cantón estaba formado por catorce comunas:
- Aignes-et-Puypéroux
- Bors
- Courgeac
- Deviat
- Juignac
- Montmoreau-Saint-Cybard
- Nonac
- Palluaud
- Poullignac
- Saint-Amant-de-Montmoreau
- Saint-Eutrope
- Saint-Laurent-de-Belzagot
- Saint-Martial
- Salles-Lavalette

## Supresión del cantón de Montmoreau-Saint-Cybard
En aplicación del Decreto nº 2014-195 de 20 de febrero de 2014, el cantón de Montmoreau-Saint-Cybard fue suprimido el 22 de marzo de 2015 y sus 14 comunas pasaron a formar parte del nuevo cantón de Tude y Lavalette.